# 이상용 (영화 감독)
이상용(1980년 ~ )은 대한민국의 영화 감독이다. 《소원》, 《악의 연대기》, 《범죄도시》 등의 작품의 조감독으로 참여했으며, 《범죄도시 2》, 《범죄도시 3》와 《범죄도시 5》의 연출을 맡게 되며 장편 영화 감독으로 데뷔했다.

## 영화
- 2011년 영화 《사랑한다, 사랑하지 않는다》 ... 조감독
- 2013년 영화 《소원》 ... 조감독
- 2015년 영화 《악의 연대기》 ... 조감독
- 2016년 영화 《싱글라이더》 ... 조감독
- 2017년 영화 《범죄도시》 ... 조감독
- 2019년 영화 《롱 리브 더 킹: 목포 영웅》 ... 조감독
- 2022년 천만영화 《범죄도시2》 ... 감독 & 각색
- 2023년 천만영화 《범죄도시3》 ... 감독 & 각색
- 2026년 천만영화 《범죄도시5》 ... 감독 & 각색

## 수상
- 2022년 제43회 청룡영화상 한국영화최다관객상